# Chiesa cattolica in Venezuela

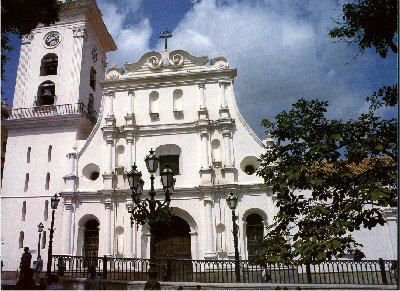
La cattedrale metropolitana di Caracas.

La Chiesa cattolica in Venezuela è parte della Chiesa cattolica in comunione con il vescovo di Roma, il papa.

## Storia
Nel 1833 fu introdotta in Venezuela una legge sul patronato ecclesiastico, secondo la quale i vescovi erano nominati dal parlamento nazionale. Questa legge provocò frequenti conflitti fra lo Stato e la Chiesa. La legge sul patronato fu abrogata il 23 gennaio 1958.

## Organizzazione ecclesiastica

Mappa delle giurisdizioni ecclesiastiche del Venezuela.

La Chiesa cattolica è presente sul territorio con 9 sedi metropolitane, 27 diocesi suffraganee, 3 vicariati apostolici, 1 ordinariato militare e 2 esarcati apostolici di rito orientale:
- l'arcidiocesi di Barquisimeto ha come suffraganee le diocesi di Acarigua-Araure, Carora, Guanare e San Felipe;
- l'arcidiocesi di Calabozo ha come suffraganee le diocesi di San Fernando de Apure e Valle de la Pascua;
- l'arcidiocesi di Caracas ha come suffraganee le diocesi di Guarenas, La Guaira, Los Teques e Petare;
- l'arcidiocesi di Ciudad Bolívar ha come suffraganee le diocesi di Ciudad Guayana e Maturín;
- l'arcidiocesi di Coro ha come suffraganea la diocesi di Punto Fijo;
- l'arcidiocesi di Cumaná ha come suffraganee le diocesi di Barcelona, Carúpano, El Tigre e Margarita;
- l'arcidiocesi di Maracaibo ha come suffraganee le diocesi di Cabimas, El Vigía-San Carlos del Zulia e Machiques;
- l'arcidiocesi di Mérida ha come suffraganee le diocesi di Barinas, Guasdualito, San Cristóbal de Venezuela e Trujillo;
- l'arcidiocesi di Valencia in Venezuela ha come suffraganee le diocesi di Maracay, Puerto Cabello e San Carlos de Venezuela;
- i vicariati apostolici di Caroní, Puerto Ayacucho e Tucupita sono immediatamente soggetti alla Santa Sede;
- l'ordinariato militare in Venezuela;
- gli esarcati apostolici del Venezuela dei Siri e Venezuela dei Melchiti.

## Nunziatura apostolica
Nell'Ottocento fu istituita la delegazione apostolica del Venezuela. Il 21 maggio 1920 essa divenne nunziatura apostolica.

### Delegati apostolici
- Lorenzo Barili (26 maggio 1851 - 17 giugno 1856 dimesso)
- Mieczysław Halka Ledóchowski (17 giugno 1856 - 25 luglio 1861 dimesso)
- Francesco Tavani (25 luglio 1861 - 18 luglio 1869 dimesso)
- Serafino Vannutelli (23 luglio 1869 - 10 settembre 1875 nominato nunzio apostolico in Belgio)
- Rocco Cocchia, O.F.M. Cap. (28 luglio 1874 - 9 agosto 1883 nominato arcivescovo di Otranto)
- Mario Mocenni (14 agosto 1877 - 28 marzo 1882 nominato internunzio apostolico in Brasile)
- Bernardino di Milia, O.F.M. Cap. (13 maggio 1884 - 4 giugno 1891 nominato vescovo di Larino)
- Spiridion-Salvatore-Costantino Buhadgiar, O.F.M. Cap. (8 gennaio 1891 - 10 agosto 1891 deceduto)
- Giulio Tonti (10 agosto 1892 - 24 febbraio 1893 nominato amministratore apostolico di Port-au-Prince)
- Giuseppe Aversa (21 ottobre 1909 - 2 marzo 1911 nominato nunzio apostolico in Brasile)
- Carlo Pietropaoli (23 maggio 1913 - febbraio 1918 dimesso)
- Francesco Marchetti Selvaggiani (16 febbraio 1918 - 21 maggio 1920 nominato nunzio apostolico)

### Nunzi apostolici
- Francesco Marchetti Selvaggiani (21 maggio 1920 - 4 dicembre 1920 nominato nunzio apostolico in Austria)
- Filippo Cortesi (30 maggio 1921 - 19 ottobre 1926 nominato nunzio apostolico in Argentina)
- Fernando Cento (24 giugno 1926 - 26 luglio 1936 nominato nunzio apostolico in Perù)
- Luigi Centoz (14 settembre 1936 - 19 febbraio 1940 nominato nunzio apostolico in Lituania)
- Giuseppe Misuraca (2 luglio 1941 - marzo 1949 dimesso)
- Armando Lombardi (13 febbraio 1950 - 24 settembre 1954 nominato nunzio apostolico in Brasile)
- Sergio Pignedoli (19 ottobre 1954 - 15 aprile 1955 nominato vescovo ausiliare di Milano)
- Raffaele Forni (24 settembre 1955 - 27 febbraio 1960 nominato nunzio apostolico in Uruguay)
- Luigi Dadaglio (28 ottobre 1961 - 8 luglio 1967 nominato nunzio apostolico in Spagna)
- Felice Pirozzi (9 gennaio 1967 - 17 ottobre 1970 nominato presidente della Pontificia accademia ecclesiastica)
- Antonio del Giudice (2 dicembre 1970 - 18 dicembre 1974 nominato nunzio apostolico a Malta)
- Giovanni Mariani (11 gennaio 1975 - gennaio 1978 nominato officiale della Segreteria di Stato della Santa Sede)
- Ubaldo Calabresi (5 gennaio 1978 - 23 gennaio 1981 nominato nunzio apostolico in Argentina)
- Luciano Storero (2 febbraio 1981 - 28 giugno 1990 nominato pro-nunzio apostolico in Grecia)
- Oriano Quilici (11 luglio 1990 - 8 luglio 1997 nominato nunzio apostolico in Svizzera)
- Leonardo Sandri (22 luglio 1997 - 1º marzo 2000 nominato nunzio apostolico in Messico)
- André Pierre Louis Dupuy (27 marzo 2000 - 24 febbraio 2005 nominato nunzio apostolico presso le Comunità europee)
- Giacinto Berloco (24 febbraio 2005 - 18 giugno 2009 nominato nunzio apostolico in Belgio)
- Pietro Parolin (17 agosto 2009 - 15 ottobre 2013 nominato Segretario di Stato)
- Aldo Giordano (26 ottobre 2013 - 8 maggio 2021 nominato nunzio apostolico presso l'Unione europea)
- Alberto Ortega Martín, dal 14 maggio 2024